# Walincourt-Selvigny
Walincourt-Selvigny är en kommun i departementet Nord i regionen Hauts-de-France i norra Frankrike. Kommunen ligger i kantonen Clary som tillhör arrondissementet Cambrai. År 2022 hade Walincourt-Selvigny 2 091 invånare.

## Befolkningsutveckling
Antalet invånare i kommunen Walincourt-Selvigny
| Referens: INSEE |